# Тапачультекский язык
Тапачультекский язык (Tapachultec) — мёртвый язык, который относился к ветви михе, на котором говорили в районе современного муниципалитета Тапачула штата Чьяпас в Мексике. Был частью семьи михе-соке.
О тапачультекском языке мало что известно. Однако, по мнению Отта Шумана, исследователя лингвистики Национального автономного университета Мексики, язык исчез в 1930-х годах, во время правления губернатора штата Чьяпас Викторико Грахалеса. Грахалес запретил использование языков коренных народов для того, чтобы попытаться создать более сильную связь между штатом Чьяпас и остальной Мексикой.